# 天狼 Sirius the Jaeger
《天狼 Sirius the Jaeger》是由P.A.WORKS原創的日本電視動畫。

## 概要
2018年3月22日，從P.A.WORKS與本作品的官方Twitter發表訊息。2018年7月12日至9月28日每週四，在AT-X,、TOKYO MX、 BS11及鬱金香電視台首播。
導演是執導過《異邦人 無皇刃譚》、《CANAAN》、《花開物語》的安藤真裕，同時是安藤第二次執導、與P.A.WORKS合力製作的懸疑加動作取向類型動畫；劇本由小柳啓伍執筆；人物原案由遊戲公司卡普空出身的插畫家西村絹提供，動畫版人物造型由松浦麻衣與佐古宗一郎2人共同擔任，並兼任總作畫監督；音樂由橫山克負責；竹內志保負責概念設計。

## 劇情簡介
昭和初期的东京。为了在地下世界猎杀吸血鬼，一群被称为 "猎人"的猎杀吸血鬼专家来到了日本。尤里是一个拥有狼人血统的年轻人，他发誓要向摧毁家乡的吸血鬼复仇，这些吸血鬼为了争夺名为 "天狼之匣"的聖櫃而引发了恶性事件。

## 登場人物

### 獵人
尤里·基洛夫（聲：上村祐翔、戶松遙（幼少期））
本作主角。17歲。父親為人狼，母親為人類的混血兒，擁有超人類的身體能力，因為故鄉被吸血鬼毀滅而發誓要復仇，加入獵人一員，投身戰鬥。平常過著孤獨生活，散發出一種讓人無法靠近的氣息，偶爾會展露出平靜微笑。對花草植物頗有研究。主要武器是機關三節棍，同時使用格鬥術來戰鬥。被人狼的血控制時，眼睛會發藍光，而且身體能力會大大提升。直至與兄長見面，才知道他並沒有死去，而是被逼成為了吸血鬼。後與父親約定，要讓各種族能夠和平共存，其中也包括吸血鬼。
威拉德（聲：堀內賢雄）
41歲。通稱“教授”，雖然是“獵人”成員，但同時也有在V海運歷史保存部擔任非常勤顧問的表面身份。尤里所屬的團隊中形同領袖一般的存在，接受V海運的指令在各國完成了各種使命。原本是研究天狼一族的考古學家，對於擁有大量知識與秘密技術的天狼之匣感到好奇，但由於家境貧窮無以追尋。後來接受吸血鬼貴族克什納提供的古文書與金援而終於得償所願，殊不知吸血鬼卻為了搶奪天狼之匣，恣意屠殺犬村的居民。他在萬般懊惱之下收留了倖免於難的尤里，此後便與他加入獵人，期望以此贖罪。
桃樂西（聲：森奈奈子）
27歲。西班牙裔的美女。獵人成員之一，作為威拉德的左右手執行工作。擁有無論在任何情況下都能冷靜判斷，並隨機應變的靈活性。兼備著美麗與迷人的魅力。作為火藥的專家，會根據情況使用不同用途的武器進行戰鬥。
菲力浦（聲：小林裕介）
14歲。英國人，獵人成員之一，威拉德的隊伍中最年輕的成員，本領無可挑剔，個性喜歡開玩笑，有時會展現出愛諷刺人的一面。面對不怎麼談及自身的尤里，會採取反抗的態度。討厭法隆摸他的頭髮。其父母被狼人殺害。
法隆（聲：武內駿輔）
26歲。獵人成員之一。愛爾蘭裔美國人。肌肉發達、心胸開闊，擅長接近戰，對吸血鬼專用陷阱的專家，很照顧尤里。喜歡摸菲力浦的頭髮，幾乎每次都得逞，但在第十二話(最後一話)被菲力浦躲開。

### 吸血鬼的陣營
米哈伊爾·基洛夫（聲：櫻井孝宏）
吸血鬼一族的異端兒。作風不屬正統派，平日特立獨行，不受一般世俗所謂常識的束縛，喜好自由行動的人。
原本是天狼一族，也是尤里的兄長，小時候經常教尤里狩獵。某天村莊遭到葉夫格拉夫帶兵攻擊，為了救尤里脫離吸血鬼的追殺，米哈伊爾犧牲自己將尤里扔下山坡。
但事後他卻受到葉夫格拉夫的寵愛，被迫成為吸血鬼的一員。第二集中與尤里重逢，並在之後的會面表明他認為尤里太過天真，不應當背負復仇的責任，而是要活下去守護天狼之匣。最後在尤里懷中離世。
克什納（聲：子安武人）
吸血鬼的貴族種“皇族”的No.2，阿爾瑪商會副會長，自豪的野心家。為了吸血鬼一族的延續與葉夫格拉夫合作，不過相對於他，克什納較為務實。認為天狼之匣只是虛無飄渺之物，因而私下於日本搶奪許多醫師的人工器官研究資料，以此贊助克勒爾威恩的研究達成目的。
後來因天狼之匣不在日本，葉夫格拉夫要他撤離，臨走前忌憚獵人會成為阻礙，率兵攻進直江家。然而人造兵器引發的富士山演習與列車事件，早就讓他被九段分室盯上，最後伊庭帶領陸軍來援，克什納的手下全軍覆沒，自己也在屋頂對決尤里時被貫穿胸膛而死。
葉夫格拉夫（聲：津田健次郎）
吸血鬼一族的年輕王。為了吸血鬼一族的延續，不顧真祖的反對尋找“天狼之匣”。幾年前為了尋找線索屠殺尤里故鄉的村民們，但天狼之匣早就被繼承人阿列克謝帶走，於是葉夫格拉夫便以血之契約控制其子米哈伊爾為他做事。最後被尤里和米哈伊爾合力殺死。
愛葛莎（聲：大原沙耶香）
140多年以來不斷追求年輕男人並吸取活血的吸血貴族種。兩次與尤里交手，第一次被切掉左臂與右腿，其後右腿上被裝上刀刃義肢；在襲擊華田喜助博士別墅時，被尤里一槍刺穿心臟身亡。
克勒爾威恩（聲：飛田展男）
與吸血鬼合作實現私慾，性情古怪的天才科學家，使用克什納所提供的人工器官研究資料，進行人造兵器開發實驗。動畫中期將鞍岳改造成第一個人造兵器，並以阿爾瑪商會提供新武器的名義，成功在富士山的軍事演習中試驗。
然而在運送鞍岳至帝都的途中，列車卻遭到百虎黨的襲擊，克勒爾威恩於操縱鞍岳對戰尤里的過程不慎使其暴走，鞍岳最後遭米哈伊爾炸死。再加上後來克什納的陣亡，他因此被葉夫格拉夫冷落。
鞍岳鄉一郎（聲：山本格）
日本帝都某監獄逃犯。出獄後再度犯下了許多謀殺案，但其實是愛葛莎為了掩護吸血鬼的行動，將他劫出獄以混淆視聽。他不但沒有重獲自由，還被克勒爾威恩改造成人造兵器，並在富士山的軍事演習殺了全部的士兵。後來在運往帝都的列車上，因克勒爾威恩的操作失誤而暴走，被米哈伊爾以手榴彈炸成碎片。

### 人類
伊庭秀臣（聲：間島淳司）
29歲。隸屬於日本陸軍省軍務局的重要組織“九段分室”的諜報員。由於內務省對外國組織進行了某種干涉的傳言，而從哈爾濱的特務機關被召回，進行調查。盯上了V海運和阿爾瑪商會，與部下展開了調查。
直江涼子（聲：高橋李依）
V海運的威拉德等人在執行任務之地日本所寄身的直江家大小姐。立志於文武雙全，毫無雜念地修習劍術。好奇心旺盛，對來自海外的渡來者威拉德一行也很有興趣，對尤里一見鍾情。列車事件時跟蹤尤里與桃樂西而被捲入，因此得知吸血鬼的存在，後來下定決心要知道直江家被襲擊的背後原因而離開家。
昭元二郎（聲：田所陽向）
V海運在日本的情報人員。表面上為酒吧老闆，私底下多次向威拉德提供情報，卻不幸消息走漏，先是被伊庭找上並要求提供情報，回到酒吧後又被吸血鬼殺死，臨死前及時將吸血鬼找到獵人據點的事情告訴威拉德。
百瀨直虎（聲：楠大典）
日本恐怖份子「百虎黨」的首領，自稱最後的不平士族，與手下主張恢復明治時期的秩序，做案時總帶著桃色假髮。
被克什納與阿爾瑪商會雇用，率眾殺害不少科學家與醫師並搶奪他們的人工器官研究資料，卻因行動過於高調而被克什納丟棄。不滿資金被截斷的他，帶著部下攻擊克什納乘坐的列車，結果被車上運送的人造兵器腰斬而死，手下四散逃跑。
華田喜助（聲：樫井笙人）
日本外科醫師，專科為心臟，育有一位女兒華田咲（華田 咲，聲：石見舞菜香）。妻子死於心臟病後，與一名助手一同從事人工心臟的開發，想以此復活妻子。結果研究受到吸血鬼的注目，導致他被自家女僕出賣，其後被愛葛莎變為吸血鬼，即將咬傷咲之際被尤里一槍刺穿喉嚨身亡。

## 設定解說
獵人
隸屬於V海運，狩獵吸血鬼為主要任務的專家集團。獵人各自使用他們擅用的武器，與非人類種族（吸血鬼和人狼）戰鬥。
狼人＆吸血鬼（非人者）
起源蒙古的亞洲系狼人，以及東歐、西歐、俄羅斯在內的歐洲系吸血鬼，兩支無法相容的兩個種族，長久以來在黑暗世界彼此爭鬥。其中俄羅斯和蒙古系的狼人一族實現了與人類的混血化，混血狼人雖然身體能力卓越，但變身狼人等種族特性卻也被弱化；吸血鬼則是通過吸血方式，增加血族的數量。人狼和吸血鬼雖同為非人類，其性質卻完全相反。
貴族種與下等種
吸血鬼階級被劃分為「上位種族貴族」和「下級低端種」這兩種。高級吸血鬼擁有著能從陽光中保護身體的耐性，白天也可以自由活動、具備在空中自由飛行的能力，下等吸血鬼並不具備這種能力。
V海運
貴族和政治家多方面複合經營的巨大企業，存在於其基層的歷史保存部，獵人集團幕後金主，負責處理非科學和跨越國境的重大犯罪，以及解明超越人智的怪異事件。
阿爾瑪商會
V海運的競爭公司，主要進行武器買賣和兵器開發的援助。
百虎黨
由自稱最後的不平士族百瀨直虎擔當首領的反政府組織。倡導封建制的復活和貧民救濟，以“天誅”的名義不斷暗殺政府要員和戰爭暴發戶，神出鬼沒的強盜集團。

## 製作人員
- 原作：Project SIRIUS
- 導演：安藤真裕
- 劇本統籌：小柳啓伍
- 人物原案：西村絹
- 人物設定、總作畫監督：松浦麻衣（日语：松浦麻衣）、佐古宗一郎
- 概念設定：竹內志保（日语：竹内志保）
- 動作監督：佐藤雅弘
- 美術監督：東潤一、佐藤步
- 美術設定：小木齊之
- 色彩設計：菅原美佳
- 攝影監督：出水田和人、上田程之
- 3D導演：桐谷太力
- 剪輯：高橋步
- 音樂：橫山克
- 音響監督：明田川仁
- 音樂製作：Miracle Bus（日语：ミラクル・バス）
- 音樂製作人：土肥範子
- 製作人：志治雄一郎、宮城惣次、石橋諒一、瀨戶優、渡瀨昌太、大和田智之（日语：大和田智之）、金子廣孝
- 企劃製作：川瀨浩平（日语：川瀬浩平）、永谷敬之
- 動畫製作人：充仁
- 動畫製作：P.A.WORKS
- 製作：「天狼 Sirius the Jaeger」製作委員會

## 主題歌
片頭曲（第1話－第6話、第8話－第12話）
作詞、作曲：岸田，編曲、主唱：岸田教團&THE明星Rockets
第1話及第12話（最終話）當片尾曲使用。
片尾曲（第2話－第11話）
作詞、作曲：渡邊翔，編曲：，主唱：sajou no hana

## 各話列表
| 話數 | 日文標題 | 中文標題          | 分鏡     | 演出                    | 作畫監督                                                                                 |
| ---- | -------- | ----------------- | -------- | ----------------------- | ---------------------------------------------------------------------------------------- |
| #01  |          | 歸來之人 長嘯於夜 | 安藤真裕 | 安藤真裕                | 松浦麻衣、佐古宗一郎                                                                     |
| #02  |          | 執迷不悟 黃色之華 | 安藤真裕 | 太田知章                | 鈴木理沙、宮下雄次                                                                       |
| #03  |          | 永不消融的雪      | 岡村天齋 | 安齋剛文                | 杉光登                                                                                   |
| #04  |          | 謀略之蟻          | 安藤真裕 | 許琮                    | 鍋田香代子                                                                               |
| #05  |          | 撒野鐵棺          | 安藤真裕 | 菅沼芙實彥              | 杉光登、小島明日香 川面恒介、鍋田香代子                                                  |
| #06  |          | 嘲鶇的警笛        | 入江泰浩 | 藤井康雄                | 川面恒介、秋山有希                                                                       |
| #07  |          | 仇敵之火 哭白之刻 | 岡村天齋 | 菅沼芙實彥              | 鍋田香代子、鈴木理沙                                                                     |
| #08  |          | 彼 裊裊紫煙       | 小島正幸 | 倉川英揚                | 杉光登、三浦菜奈 竹本未希                                                                |
| #09  |          | 殘痕之同行        | 岡村天齋 | 塚田拓郎                | 川面恒介、森島範子 杉光登                                                                |
| #10  |          | 徘徊在深淵的狼    | 安藤真裕 | 許琮、太田知章 藤井康雄 | 鈴木理沙、鍋田香代子 三浦菜奈、杉光登 關口可奈味                                         |
| #11  |          | 咆哮之宴          | 岡村天齋 | 藤井康雄、菅沼芙實彥    | 森島範子、鍋田香代子 杉光登、川面恒介 鈴木理沙、野村治嘉 竹本未希、小笠原憂 阿部美佐緒   |
| #12  |          | 天狼之匣          | 安藤真裕 | 安藤真裕                | 松浦麻衣、佐古宗一郎 杉光登、鍋田香代子 關口可奈味、森島範子 三浦菜奈、鈴木理沙 川面恒介 |

## 播放電視台
日本深夜動畫：下文記載的日本国内播放時間使用日本標準時間（UTC+9）表示。因為部分時間标识會採用30小时制，因此請留意这类超过24:00的时间，其實際播放時間為翌日清晨。
| 播放日期               | 播放時間                  | 播放電視台   | 播放地區 | 備註                             |
| ---------------------- | ------------------------- | ------------ | -------- | -------------------------------- |
| 2018年7月12日－9月27日 | 星期四 23時00分－23時30分 | AT-X         | 日本全國 | 製作參加／CS放送／有重播         |
|                        | 星期四 23時30分－24時00分 | BS11         | 日本全國 | 製作參加／BS放送／『ANIME+』時段 |
|                        |                           | TOKYO MX     | 東京都   | 製作參加／                       |
|                        | 星期四 25時48分－26時18分 | 鬱金香電視台 | 富山縣   |                                  |

Netflix於2018年7月20日起於日本先行同步上架，並於2018年12月21日在全球上架。
| 放送期間                   | 時間                     | 放送網站 | 2018年7月12日－9月27日 |
| -------------------------- | ------------------------ | -------- | ---------------------- |
| 星期四 23時30分（CST）更新 | 爱奇艺 bilibili 腾讯视频 |          |                        |
| 簡体中文及日文字幕         |                          |          |                        |

## 藍光BOX
| 卷數 | 發行日期       | 收錄話        | 規格編號   |
| ---- | -------------- | ------------- | ---------- |
| 上   | 2018年12月19日 | 第1話～第6話  | 1000736716 |
| 下   | 2019年3月27日  | 第7話～第12話 | 1000736717 |

## 外部連結
- 電視動畫「天狼 Sirius the Jaeger」官方網站（页面存档备份，存于） （日語）
- 電視動畫「天狼 Sirius the Jaeger」官方的X（前Twitter） （日語）